# Паскуалис, Мартинес де
Мартинес де Паскуалли (Паскуалис) (Jacques de Livron Joachim de la Tour de la Casa Martinez de Pasqually; около 1727 или 1727, Гренобль — около 1779, Порт-о-Пренс) — теург и теософ неизвестного происхождения. Основал в 1761 году орден рыцарей-масонов Избранных Коэнов Вселенной, обычно именуемый «Избранными Коэнами». Он был наставником, инициатором и другом Луи Клода де Сен-Мартена и Жана-Батиста Виллермоза, и потому считается основателем мартинизма.

## Биография
Мартинес де Паскуалли появился в истории французского масонства в 1754 году. Точная дата и место его рождения, как и его подлинная национальность, неизвестны. Некоторые[уточнить] допускают, что он мог быть евреем, но не могут привести достоверных доказательств. Также есть предположение, что он был гражданином Португалии, так как в 1772 году он отправился в Сан-Доминго, чтобы получить оставленное ему наследство, а Гренвиль, один из его последователей, прибыл с Карибского моря. Другие[уточнить] утверждают, что он родом из Гренобля. Представления о его деятельности до 1760 года также скудны. В значительной степени из-за того, что в течение всей своей жизни он использовал несколько разных имен и подписей для подписания официальных документов.

## Избранные Коэны

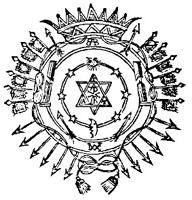
Ламен Ордена Избранных Коэнов Мартинеса де Паскуалли

В 1754—1774 годах, до самой своей смерти, Паскуалли работал над учреждением и продвижением своего ордена рыцарей-масонов Избранных Коэнов Вселенной. В 1754 году он основал Капитул Шотландских судей в Монпелье.
В 1761 году он был аффилирован во Французскую ложу (La Francaise) в Бордо, и основал здесь Храм Коэнов.
В 1764 он преобразовал ложу во Французскую Избранницу (Francaise Elue Ecossaise), чтобы показать, что теперь она обладает Капитулом Высших степеней.
В 1766 году главы масонской провинции Бордо декларировали отмену всех установлений касательно Высших степеней, оставив лишь первые три (степени св. Иоанна: ученик, подмастерье, мастер). В результате все работы капитула были приостановлены. В тот же самый год Мартинес отправляется в Париж, где основывает новый и полномочный Храм Избранных Коэнов вместе с Бэконом де Шивалери, Жаном-Батистом Виллермозом, Фоже д’Иньекуром, графом Лузиньяном, Анри де Лосом, Гренвилем и некоторым другими, которым было уготовано сыграть важную роль в истории Ордена.
В 1767 году он учредил Верховный Трибунал, который будет руководить всем орденом Избранных Коэнов.
В 1768 году состоялась встреча Мартинеса де Паскуалли с Луи Клодом де Сен-Мартеном. Личность и наставления Паскуалли произвели глубокое впечатление на Сен-Мартена, но и сам Паскуалли ощутил на себе влияние Сен-Мартена, когда тот принял решение оставить военную карьеру в 1771 году, и сменил затем аббата Пьера Фурнье на посту личного секретаря Мартинеса. Этим ознаменовалось начало значительного развития ритуалов ордена, и составление Паскуалли его главного труда — «Трактата о реинтеграции существ» — доктринального основания для теософии и теургии мартинизма.
В 1772 году Мартинес переправился на барже в Сан-Доминго, чтобы получить наследство, и впоследствии там и умер в 1774 году, что привело к распаду ордена.
В 1776 году храмы Коэнов в Ла-Рошели, Марселе и Либурне перешли к Великой Ложе Франции.
К 1777 году ритуалы ордена вышли из активного употребления, сохраняясь лишь в некоторых кругах Парижа и Версаля..
В 1781 году Себастьян лас Касас, третий и последний «Великий Суверен» Избранных Коэнов (преемник Кенье де Лестра, умершего в 1778 году) распорядился о закрытии восьми оставшихся храмов, всё ещё остававшихся под его властью. Ни лас Касас, ни Кенье не сыграли значительной роли в развитии Ордена.
Несмотря на официальное закрытие, Избранные Коэны продолжали как практиковать ритуалы, так и проводить инициации. Доктрина Мартинеса де Паскуалли не была утеряна, но даже после смерти своего основателя она продолжает распространяться в масонской системе, учрежденной Виллермозом вскоре после кончины Мастера его ложи.
Кроме Виллермоза и Сен-Мартена, последним личным учеником Мартинеса был аббат Пьер Фурнье. Примерно в 1768 году он встретил учителя, который заставил его перевернуть всю свою жизнь, и для которого он стал секретарём. Посвящённый в Избранные Коэны, клирик с выбритой на голове тонзурой, Фурнье проживал главным образом в Бордо, где был связующим звеном в корреспонденции между членами ордена.
В 1776 году Сен-Мартен цитирует работу Фурнье «Чем мы были, что мы такое, и чем мы станем», описывая его как Избранного Коэна, исключительно сведущего в сверхъестественных манифестациях, не желая говорить о нём слишком много. Во время революции Фурнье эмигрировал в Англию, и жил там до конца своих дней, а с 1818 до 1821 годы оказывал поддержку мюнхенскому теософу Францу фон Баадеру.

## Устройство ордена Избранных Коэнов
Свою доктрину Мартинес де Паскуалли предназначил для элиты, в которую вошли масоны из числа его современников, и которых он собрал под знаменем «Elus Cohens» (Избранных Коэнов). Этот орден в кратчайшие сроки приобрёл прекрасную репутацию среди кружков французских масонов, но теургические практики предназначались только достигшим высших степеней ордена. Чтобы способствовать большему распространению своей системы, Мартинес не стал останавливаться на масонстве. До 1761 года Избранные Коэны располагались в Монпелье, Париже, Лионе, Бордо, Марселе и Авиньоне. В 1761 году Мартинес де Паскуаллиc возвёл особенный храм в Авиньоне, где сам жил до 1766 года. В то время орден Избранных Коэнов действовал как надстройка высших степеней для Голубых лож: первая группа, приводящая к становлению «Мастером — Совершенным Избранником», состояла из трех символических степеней, далее следовали непосредственно степени Коэнов: ученик Коэн, подмастерье Коэн и мастер Коэн, Великий мастер Коэн и Великий Архитектор, Рыцарь Востока или Рыцарь Зоровавель, Командор Востока или Командор Зоровавель, и наконец, последний шаг — Высшее посвящение в степень Рыцаря золотого и розового креста (Reaux-Croix). В 1768 году Жан-Батист Виллермоз был инициирован в эту степень Бэконом де Шивалери. Луи Клод де Сен-Мартен начал восхождение по степеням в 1765 году и быстро достиг степени Командора Востока. С 1769 по 1770 годы группы Коэнов во Франции быстро разрастались. В 1772 году в степень Reaux-Croix был посвящён и Сен-Мартен.
Гренвиль, один из наиболее преданных помощников Паскуалли, также достиг степени Reaux-Croix. Он родился 21 июня 1728 года на острове Бурбон (ныне Реюньон), по происхождению был нормандцем (из исторических архивов армии Венсеннского дворца, Париж), а свою военную карьеру закончил в 1780 году, в звании подполковника.

## Недавние исследования о происхождении Паскуалли
Согласно исследованиям Жоржа К., а также фактам, открытым Мишелем Фрио и Наоном, а именно, согласно «Сертификату Католицизма» (изданному в Bulletin de la Societe Martines de Pasqually в Бордо), а также письмам Паскуалиса касательно дела Гера, ни Мартинес де Паскуалли, ни его отец не были евреями. К тому же, в те времена евреи не допускались во французские масонские ложи. Эти факты опровергают гипотезу, выдвинутую поздним последователем мартинизма Робером Амаду, о том, что Мартинес был испанским евреем (Louis-Claude de Saint-Martin et le Martinisme, Paris, Editions Le Griffon d’or, 1946).
Теория о том, что Мартинес де Паскуалли был португальцем, также вызывает споры. Факт его поездки в Сан-Доминго за получением наследства не доказывает теории о его португальском происхождении, так как Сан-Доминго, хотя и был под управлением Португалии, но делился на две части: португальскую и французскую. Остров Сан-Доминго (Эспаньола) никогда не был под португальским владычеством, так как французы захватывали контроль над областями, постепенно оставляемыми испанцами. Западная часть острова принадлежала французам, а испанцы расположились на востоке.
Место резиденции Мартинеса де Паскуалли, Леоган и Порт-о-Пренс во Франции, были оккупированы полком Фуа, в котором служил и Сен-Мартен.
Предполагается, что жена Мартинеса была из рода богатых французских поселенцев острова. Род Коллас де Мовинье происходит из Горнака, расположенного близ Бордо. Мартинес женился на Анжелике Маргарите Коллас, дочери Ансельма Колласа, 27-го августа 1767 года в Горнаке.
Несмотря на то, что Паскуалли прекрасно говорил на французском, его письменная речь оставляла желать лучшего. Согласно полицейским протоколам, его сын прекрасно изъяснялся на испанском. Поэтому стоит придерживаться версии об испанском происхождении Мартинеса де Паскуалли. Изыскания, проведенные в Гренобле касательно регистраций браков среди граждан города, показывают, что Мартинес не был зарегистрирован в Гренобле. Однако возможно, что в то время дети, рождённые в семьях военных в Гренобле, не вносились в парижский регистрационный перечень. В Гренобле имеется документ, констатирующий пребывание капитана Паскуалиса, но он мог быть тезкой Мартинеса, служившим во французской армии при её воссоединении с испанскими войсками.

## Доктрина
Доктрина Мартинеса де Паскуалли носит отчетливый христианский характер, и является ключом к любой эсхатологической космологии: Бог как изначальное Единство пожелал «эманировать» существ из своей собственной сущности, но Люцифер, стремившийся осуществить свою творящую силу, пал жертвой собственного проступка, будучи плененным вместе с другими главными падшими духами в месте, которое Бог уготовил для них в качестве тюрьмы. Затем Бог послал человека в его андрогинном теле, наделив его великими силами, чтобы удерживать мятежников под постоянным контролем и способствовать их примирению. Но Адам отступил от своих обязанностей, и сам пал в тюрьму, которую ему было поручено содержать. Он стал материальным и смертным существом, и теперь должен приложить старания к тому, чтобы спасти как себя, так и все изначальное творение. Достигнуть этого можно через Христа путём внутреннего самосовершенствования, а также теургическими операциями, которые Мартинес преподавал «Людям Желания», которых он нашёл достойными инициации. Через эти операции ученик должен вступить в отношения с ангельскими сущностями, которые в теургических операциях представляют собой «проходы». Чаще всего они являются в характерных для них обликах или иероглифических символах духов, которых призывал оператор, в доказательство того, что он стоит на верном пути Реинтеграции.

## Наследие
После Второй Мировой войны Робер Амбелен создал новый «Мартинистский Орден Избранных Коэнов», возродив орден Паскуалли. Он был официально закрыт, как сообщалось в журнале мартинистов «L’Initiation», в 1964 году, однако некоторые продолжатели орденов мартинистов и ныне ведут работу Избранных Коэнов, унаследовав её в восстановленном виде у Амбелена.
На сегодняшний день работы Избранных Коэнов проводятся главным образом в двух видах. Первый образован Робером Амебеленом и в значительной степени представлен его собственной Гностической Церковью, некоторыми орденами Мартинистов и каббалистическими изысканиями самого Амбелена.
Второй вид работ наиболее приближен к исходной системе Паскуалли, каковой она была в 1770 году, и откуда удалены нео-гностические тенденции и Каббала в пользу оригинальной Доктрины. Предполагается, что во Франции есть по крайней мере один такой кружок, но гласной информации о его деятельности нет.
Орден Reaux-Croix (O.'.R.'.C.'. — Ordre Reaux Croix) официально работает по системе Избранных Коэнов, а также принимает женщин (сам Паскуалли тоже делал это дважды).

## Ритуал
См. Избранные Коэны

## Труды де Паскуалли
Мартинес де Паскуалли "Трактат о реинтеграции существ (из манускрипта Луи Клода де Сен-Мартена), Diffusion Rosicrucienne, Коллекция Мартена.

### Работы, посвященныеИзбранным Коэнам
- Robert Amadou, «Rituels d’initiation des elus coen».

### Переводы на русском
- Мартинес де Паскуалис. Каббала Мартинеса де Паскуалиса: Трактат о реинтеграции существ в их первоначальных качествах и силах, духовных и божественных. — М.: Энигма, 2008.
- Мартинес де Паскуалли. Алжирский Манускрипт и Реестр 2400 имен. Велес : Мурвен анд Ко, 2019.